# Riccardo Broschi
Riccardo Broschi (ur. ok. 1698 w Neapolu, zm. 1756 w Madrycie) – włoski kompozytor późnego baroku i brat słynnego śpiewaka-kastrata Farinelliego.

## Życiorys
Riccardo Broschi urodził się jako pierwsze z trojga dzieci Salvatora Broschi i Cateriny Barrese. Przytaczana data urodzin pochodzi z wpisu dokonanego 6 listopada 1725 roku gdzie Riccardo był świadkiem na ślubie swojej siostry Dorotei oraz Giovan-Domenico Pisaniego:
Ja, Riccardo Broschi, Neapolitańczyk, syn Salvatora, stwierdzam, że jestem maestro di capella w wieku ok. 27 lat.
W Neapolu studiował sztukę kompozytorską w Conservatorio Santa Maria w Loreto, po czym tworzył w Neapolu. Jesienią 1725 roku w teatrze Fiorentini wystawił swoją pierwszą i jedyną operę buffa – La vecchia sorda. Riccardo Broschi stał się słynny na całą Europę dzięki ariom skomponowanym dla swego brata Farinellego i przez niego śpiewanych m.in. w Londynie i Madrycie. Broschi skomponował między 1728 a 1735 rokiem osiem oper bohaterskich. Na pierwszy występ Farinellego w Londynie, który odbył się 29 października 1734 roku w King’s Theatre, skomponował słynną arię Son qual nave ch’agitata (Jako statek unoszę się na falach). Na swój angielski debiut Farinelli wybrał operę Hassego Artaserse, wykonaną w formie pasticcio z ariami N. Porpory, R. Broschiego i innych kompozytorów. Z listów Farinellego wiadomo, że w 1735 roku Broschi mieszkał w Mediolanie w strasznej nędzy. Farinelli wspomógł brata finansowo, wysyłając mu 40 cekinów. W listopadzie 1736 od diuka Karola Aleksandra Wirtemberskiego otrzymał posadę compositore di musica (kompozytora muzyki) z pensją 1200 guldenów rocznie. Na dworze w Stuttgarcie wystawił skomponowaną w Mediolanie dwa lata wcześniej operę Adriano in Siria. Śmierć diuka 12 marca 1737 roku spowodowała utratę posady już od 1 kwietnia 1737 roku. Broschi wrócił do Neapolu i od tej pory żył z przypadkowych zarobków. W tym czasie Broschi został poproszony o skomponowanie kilku arii do pasticcio Demetrio L. Leo, za które otrzymał 30 dukatów. W 1739 roku przyjął nawet posadę szafarza win w Neapolu. W latach 40. XVIII wieku przeniósł się do Madrytu, do swego brata. Niestety nic nie wiadomo o jego muzycznej aktywności w czasie pobytu w Hiszpanii.

## Twórczość
Większa część dorobku muzycznego Riccardo Broschiego nie zachowała się do naszych czasów. Najsłynniejsze jego arie takie jak Son qual nave ch’agitata z opery Artaserse Hassego oraz dwie arie z opery Idaspe – Ombra fedele anch’io oraz Qual guerriero in campo armato zyskały wielką popularność, m.in. Antonio Vivaldi wykorzystał ostatnią z nich w swoim pasticcio Bajazet RV 703 z 1735 roku. Broschi korzystał z materiału innych kompozytorów, co było ogólnie przyjęte w tych czasach, lecz czynił to szczególnie często. Cieszył się opinią bardzo dobrego kompozytora. Riccardo Broschi został bardzo negatywnie przedstawiony w filmie Farinelli, ostatni kastrat z (1994) roku, jako twórca mierny, słaby psychicznie i zazdrosny. W opinii znawców tematu ocena ta jest wielce niesprawiedliwa. Broschi nigdy też nie był osobiście w Londynie. Za najlepsze dzieło Broschiego uchodzi aria Ombra fedele anch'io z opery Idaspe, które to dzieło sceniczne zyskało pochwały muzykologów. Wiele dzieł Broschiego pozostaje do dziś niezbadanych.

## Dzieła
- La vecchia sorda – opera komiczna (Neapol, 1725) – muzyka zaginęła
- L’isola di Alcina – opera bohaterska (Rzym, 1728; jako Bradamante nell’isola d’Alcina, Parma, 1729) – muzyka zaginęła
- Idaspe – opera bohaterska (Wenecja, 1730)
- Ezio – opera bohaterska (Turyn, 1731) – muzyka zaginęła
- Merope – opera bohaterska (Turyn, 1732)
- Arianna e Teseo – opera bohaterska (Mediolan, 1732) – muzyka zaginęła
- Aria Son qual nave ch’agitata w operze Artaserse J.A. Hassego (Londyn, 1734)
- Adriano in Siria – opera bohaterska (Mediolan, 1735) – muzyka zaginęła
- Nerone – opera bohaterska (Rzym, 1735) – muzyka zaginęła
- Anagilda – opera bohaterska (1735)
- Arie w operze Demetrio L. Leo (Neapol, 1738)
- Lucilla e Tirsi – kantata